# باندا! انطلق، باندا!
باندا! انطلق، باندا! (باليابانية: パンダ・コパンダ، بالروماجي: Panda Kopanda) (بالإنجليزية: Panda! Go, Panda!)‏ هو فيلم أنمي ياباني من إخراج إيساو تاكاهاتا، وتأليف هاياو ميازاكي، ومن إنتاج استوديو طوكيو موفي شينشا بالتعاون مع أي برودكشنز، عرض في 17 ديسمبر عام 1972. هو أول فيلم أنمي قصير يعرض في عام 1972، وتم إصداره في اليابان في ذروة هوس الباندا، الذي بدأ في سبتمبر عام 1972، عندما أعلنت الحكومة عن إعارة زوج من الباندا من الصين إلى حديقة حيوان أوينو كجزء من دبلوماسية الباندا.

## القصة
تدور أحداث القصة عن ميميكو، وهي فتاة صغيرة تُركت وحيدة بعد أن غادرت جدتها إلى حفل تأبين جدها في ناغازاكي، وتجد باندا صغير ينام على أمام باب منزلها الخلفي اسمه باني وتصبح صديقته. ويأتي والد الباندا الصغير للزيارة، وقرروا أن يصبحوا عائلة بعد أن عرض والد الباندا الصغير على ميمكو أن يكون والدها.

## الأداء الصوتي
ميميكو
أداء صوتي: كازوكو سوجياما
بابا باندا
أداء صوتي: كازو كوماكورا
باني
أداء صوتي: يوشيكو أوتا
الجدة
أداء صوتي: ريكو سينو

## وصلات خارجية
- باندا! انطلق، باندا! على موقع Nausicaa.net
- Animerica review
- باندا! انطلق، باندا! على موقع IMDb (الإنجليزية)
- باندا! انطلق، باندا! على موقع نتفليكس (الإنجليزية)
- باندا! انطلق، باندا! على موقع ألو سيني (الفرنسية)
- باندا! انطلق، باندا! على موقع أول موفي (الإنجليزية)
- باندا! انطلق، باندا! على موقع فيلمافينيتي (الإسبانية)
- باندا! انطلق، باندا! على موقع قاعدة بيانات الأفلام السويدية (السويدية)
- باندا! انطلق، باندا! على موقع قاعدة بيانات الفيلم (الإنجليزية)
- باندا! انطلق، باندا! على موقع ليتربوكسد (الإنجليزية)
- باندا! انطلق، باندا! على موقع كينوبويسك (الروسية)
- باندا! انطلق، باندا! على موقع ANN anime (الإنجليزية)